# 31-es busz (Miskolc)
A miskolci 31-es buszjárat a Tiszai pályaudvar és az Avas kilátó kapcsolatát látja el.

## Története
A járat külső végállomása minden esetben a Tiszai pályaudvar volt, a belső végállomás többször változott. 1980 és 1984 között az Avasi lakótelepig közlekedett, majd 1984 és 2006 között az Avas kilátó lett a végállomás. A 2006-os nagy átalakítás során a végállomása az Egyetemvárosba került, de az Avas érintésével. Ezzel a hiánypótló útvonalvezetéssel, noha a legtöbb szempontból kedvező volt, számos probléma is volt. Az egyik a két végpont közti hosszú, „városnéző” jelleg, a másik pedig az, hogy az Avas III. ütem így elvesztette a pályaudvarral való közvetlen kapcsolatát. Nyáron pedig, amikor az Egyetemváros kiürült, a buszok bejáratása indokolatlanná vált. A problémák orvoslására több variációt is kipróbáltak, végül 2012-ben nemes egyszerűséggel elvágták a járatot az Avas városközpontnál. Ezt követően is több kísérletezés terepe volt a járat, míg 2015-től visszaállt az 1984-2006 közötti útvonalára, de Avas vk. betéréssel, illetve menetrendje a 2007 előttihez képest sokkal ritkább. (Napközben óránként 1 járat, a 30-as járattal együtt jár 30 percenként.)
2010. szeptember 13-tól december 22-ig egy 31A jelzésű busz is közlekedett az Avas kilátó és a Tiszai pályaudvar között, teszt jelleggel, óránként.
2014-ben egyes 31-es járatokat meghosszabbítottak az Avas kilátóig, mivel azonban ez nem önálló járat volt, ezért ezt 31Y jelzéssel jelölték. 2015. június 14-én megszűnt a 31Y-os is.
2015. június 15-től a 31-es most már az 1984-2006 közötti útvonalán jár, azzal a változtatással, hogy érinti az Avas városközpont megállót. Ezzel egyidejűleg egy új járat, a 30-as jelzésű busz is közlekedik, ami ugyanúgy a Tiszai pályaudvar és az Avas kilátó között közlekedik, de az Avas II. ütemén át.
A 2021. június 1-jétől érvényes menetrend szerint a Tiszai pályaudvar felől egy időpontban, 22:10-kor Szondi György utca érintésével közlekedik.
2022. október 14-től csak hétköznap közlekedik.

## Követési ideje
Csak Hétköznap közlekedik,Avas Kilátó felé csúcsidőben,Tiszai pu. felé egész nap,reggel 20 percenként a többi időszakban óránként jár.

## Megállóhelyei
| 0  | Tiszai pályaudvar                | 22 | Miskolc-Tiszai 1, 3, 3A, 8, 21, 30, 101B 1, 1A, 2 1383 3724, 3738, 3751, 3752, 3753, 3755, 3764 IC, expresszvonat, InterRégió, sebesvonat, személyvonat – Miskolc-Tiszai (80, 90, 92, 94) | Tiszai pályaudvar                              |
| 2  | Selyemrét                        | 20 | 1, 3, 7, 21, 30, Auchan 1 1, 1A, 2 3706, 3724, 3726, 3751, 3752 | Selyemrét, MÁV Rendelő, Selyemréti Strandfürdő |
| 5  | Vízügyi Igazgatóság              | 18 | 3A, 4, 21, 30, 101B, Auchan 1 | Vízügyi Igazgatóság                            |
| 6  | Lévay József utca                | 16 | 4, 30, 32, 45 |                                                |
| 9  | Szigligeti tér                   | 15 | 24, 30 |                                                |
| 10 | SZTK Rendelő                     | 14 | 12, 14, 20, 20A, 24, 30, 34, 36, 43, 44 1369, 1370, 1377 3738, 3739, 3740, 3741, 3742, 3743, 3744, 3745, 3746, 3747, 3748, 3749, 3750, 3751, 3752, 4019                                   | SZTK Rendelő                                   |
| 12 | Petneházy bérházak               | 12 | 12, 14, 20, 20A, 24, 30, 34, 36, 43, 44 | Fáy András Közgazdasági Szakközépiskola        |
| 13 | Kazinczy Ferenc Általános Iskola | 9  | | Kazinczy Ferenc Általános Iskola               |
| 14 | Szabadságharc utca               | 8  | | Szemere Bertalan Szakközépiskola               |
| 15 | Ifjúság útja                     | 7  | 20B, 29, 30, 32, 34, 35, 36, 39, Auchan 2 | Fényi Gyula Jezsuita Gimnázium                 |
| 16 | Avas városközpont                | 6  | 20B, 29, 30, 32, 34, 35, 36, 39, Auchan 2 | Avas lakótelep                                 |
| 17 | Ifjúság útja                     | 5  | 20B, 29, 30, 32, 34, 35, 36, 39, Auchan 2 | Fényi Gyula Jezsuita Gimnázium                 |
| 18 | Mednyánszky utca                 | 4  | 29, 30, 32, 34, 35, 36, 39, Auchan 2 | Avasi Gimnázium                                |
| 19 | Hajós Alfréd utca                | 3  | 29, 30, 32, 34, 35, 36, 39, Auchan 2 |                                                |
| 21 | Leszih Andor utca                | 1  | 29, 30, 32, 34, 35, 36, 39, Auchan 2 |                                                |
| 22 | Avas kilátó                      | 0  | 29, 30, 32, 34, 35, 36, 39, Auchan 2 | Avas kilátó                                    |